# One Battle After Another
One Battle After Another är en amerikansk thriller- och kriminaldramafilm med planerad premiär i USA den 26 september 2025. Filmen är regisserad av Paul Thomas Anderson efter ett manus han själv skrivit.

## Handling
En grupp ex-revolutionärer återförenas när deras fiende återuppstår efter 16 år. Syftet är att rädda en av deras egna dotter.

## Rollista (i urval)
- Leonardo DiCaprio
- Regina Hall
- Sean Penn
- Alana Haim
- Teyana Taylor
- Wood Harris
- Benicio del Toro